# Plancklengte
De plancklengte, ook kwantumlengte, aangegeven met lP ≈ 1,616199 × 10−35 m is, tot nog toe de kleinste betekenisvolle  eenheid van lengte binnen de verschillende theorieën die over dit onderwerp gaan, wat in de kwantummechanica wordt gebruikt. Het is een van de planck-eenheden oftewel natuurlijke eenheden die alleen van natuurkundige constantes zijn afgeleid. Net als de andere planck-eenheden is de plancklengte genoemd naar de Duitse natuurkundige Max Planck (1858–1947).
De plancklengte wordt aangehouden als de kleinste betekenisvolle eenheid van lengte binnen verschillende theorieën die de basisstructuur van ons heelal trachten te beschrijven, zoals de snaartheorie en de hiermee concurrerende theorie van de loop-kwantumzwaartekracht.

## Definitie
De plancklengte is gelijk aan de vierkantswortel van het product van de gravitatieconstante G en de constante van Dirac (gereduceerde Planckconstante) ħ gedeeld door de derde macht van de lichtsnelheid c.
{\displaystyle \ell _{P}={\sqrt {\frac {G\cdot \hbar }{c^{3}}}}\approx 1{,}616199\cdot 10^{-35}{\text{ m}}}
Dat is ongeveer 10−20 van de middellijn van een proton. Ter vergelijking: indien één enkel proton opgeblazen zou worden tot de omvang van de Melkweg, zou een planckdeeltje op deze schaal de grootte hebben van een mens.

## Vergelijkbare eenheden
- De plancktijd is de kleinste betekenisvolle eenheid van tijd binnen de verschillende theoretische kwantumfysische modellen.
- De planckmassa kan worden gedefinieerd als de grootst mogelijke massa die een deeltje ter grootte van de plancklengte kan hebben.